# المپیک باستان

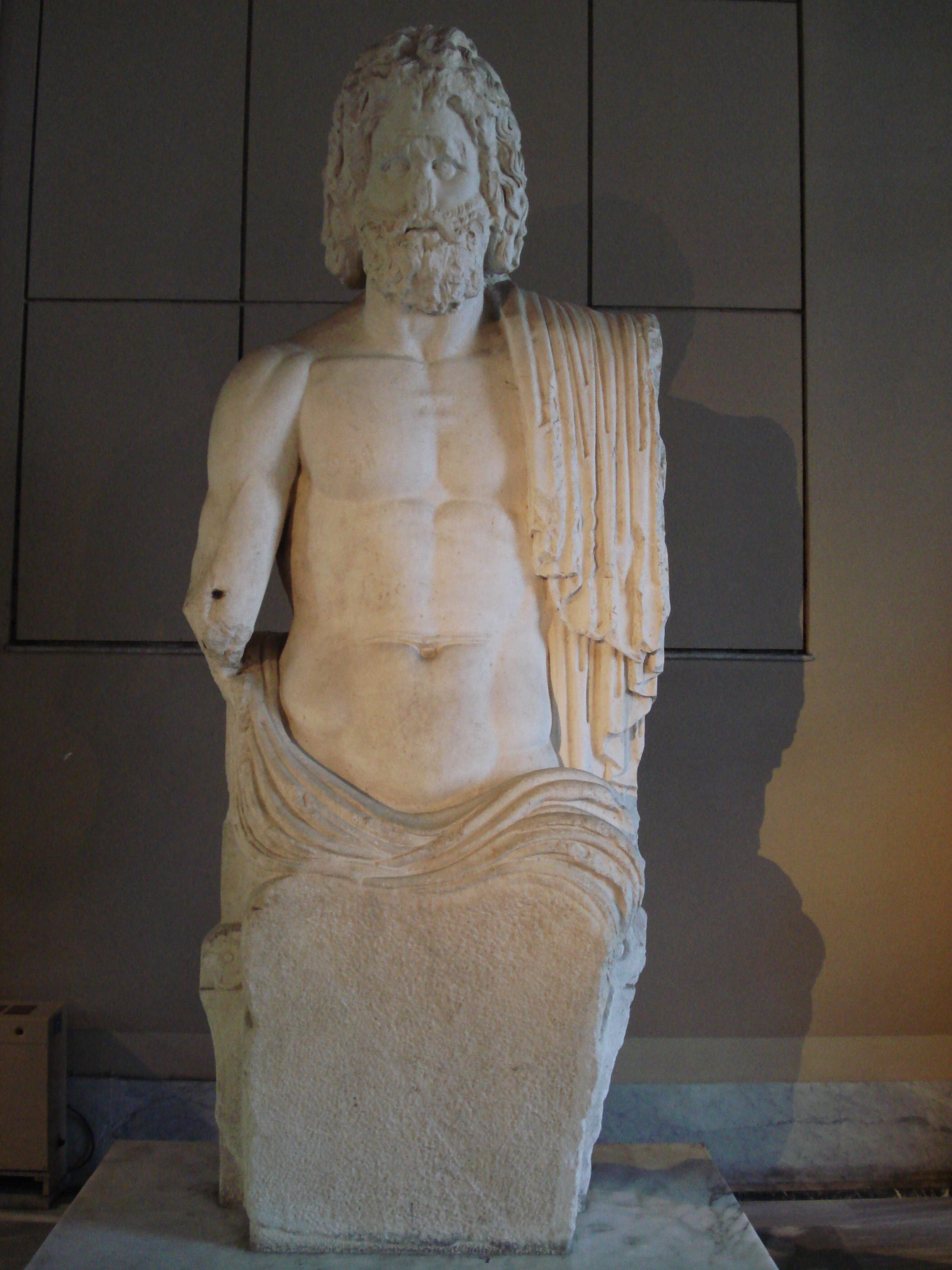
مجسمه زئوس. مسابقات المپیک برای ادای احترام به او در صحن مقدس او در المپیا برگزار می‌شد.

بازی‌های المپیک باستان آیینی بود که هر چهار سال یک بار در یونان باستان در محلی به نام المپیا برگزار می‌شد و نوباوگان، جوانان و پهلوانان جداگانه به مبارزه می‌پرداختند، در حاشیه المپیک مسابقه‌های شعر و شاعری، سخن‌وری و موسیقی هم برگزار می‌گردید. این بازی‌ها حدوداً بین سال‌های ۸۸۴ پیش از میلاد تا ۷۰۴ پیش از میلاد مسیح آغاز شد و در سال ۳۹۳ میلادی امپراتور روم، تئودوسیوس، برگزاری المپیک را ممنوع کرد.
مسابقات المپیک در بین یونانی‌ها از اهمیت زیادی برخوردار بود چنانکه مورخین یونانی در دوران باستان، از آن به عنوان یک واحد برای اندازه‌گیری زمان استفاده می‌کردند. یک «المپیاد» بیانگر چهار سال می‌بود.

## خاستگاه
در مورد خاستگاه بازی‌های المپیک روایات متعددی وجود دارد. یکی از این روایات نخستین بازی‌های المپیک را با مفهوم εκεχειρία«(اکخیریا)» یا آتش بس المپیک مرتبط می‌داند. بر اساس اساطیر، پادشاه ایفیتوس از الیس، که به دنبال برقراری صلح در میان یونانیان در حال جنگ بود به ملاقات اوراکل از دلفی رفت. در آنجا به ایفیتوس توصیه شد هر چهار سال یکبار با جایگزین کردن رقابت‌های ورزشی دوستانه به جای جنگ، حلقه درگیریها را قطع کند. ایفیتوس از پادشاه لیکورگوس از اسپارتا و پادشاه کلئوستنس از پیسا برای این کار دعوت به همکاری کرد. آنان آتش بسی را که "اکهیریاً نام گرفت پذیرفتند و نخستین بازی‌های المپیک را در المپیا برگزار کردند. 
جنگ از ۱۲ روز قبل از مسابقات تا ۱۲ روز پس از آن قطع می‌شد، و بدین ترتیب ورزشکاران، هنرمندان، و تماشاگران می‌توانستند به المپیا سفر کنند، تا در مسابقات شرکت کرده و دوباره در آرامش به سرزمین‌های خود بازگردند.
بازیهای المپیک در ابتدا یک جشن مذهبی بود که برای ادای احترام به زئوس (پادشاه خدایان یونان) در صحن مربوط به او برگزار می‌شد. این مسابقات هر چهار سال یک بار و از سال ۷۷۶ قبل از میلاد در المپیا که محل صحن زئوس بود برگزار می‌شد.
افسانه‌های زیادی پیرامون پیدایش مسابقات المپیک به وجود آمده‌است: بر اساس یک داستان، هرکول (که در اساطیر یونانی نیم خدا بود) آن را جهت تجلیل از فتوحات بی نظیرش بوجود آورد. بر اساس افسانه‌های دیگر زئوس و کرونوس، دو خدای یونان باستان، با یکدیگر بر سر فرمانروایی المپیا به جدال برخاستند که نهایتاً زئوس به پیروزی نائل آمد. بر اساس این داستان مسابقات المپیک یادبود این پیروزی می‌باشد.

## تاریخچه

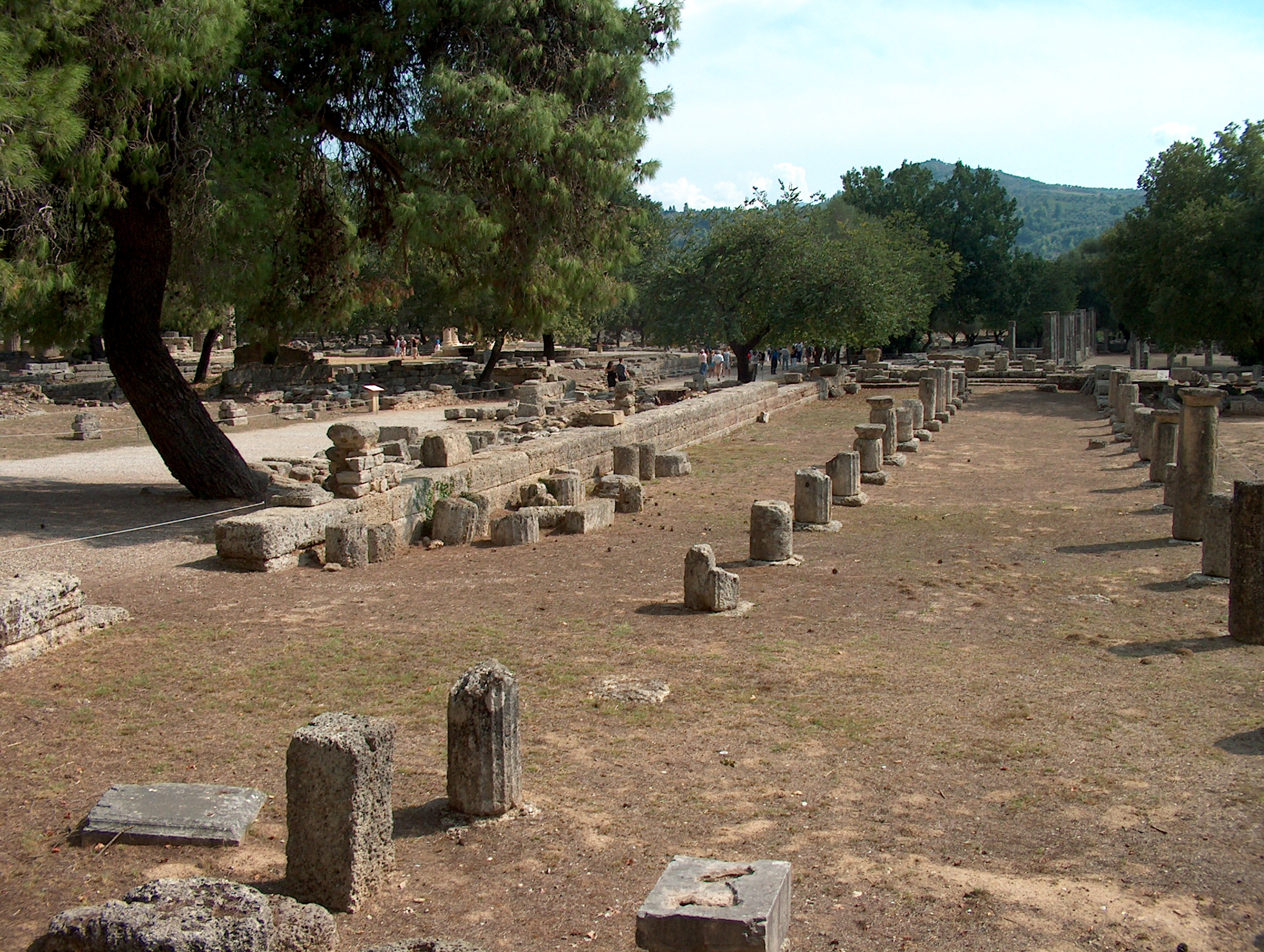
المپیا در یونان باستان.

بر اساس شمارش سالهای المپیادها تاریخ آغاز این بازی‌ها به سال ۷۷۶ پیش از میلاد مسیح بازمی گردد، گرچه نظرات محققان در مورد زمان آغاز مسابقات بین سالهای ۸۸۴ پیش از میلاد تا ۷۰۴ پیش از میلاد در نوسان است. در زیر و روی تاریخ یونان و آثار کشف شده به سال ۷۶۶ پیش از میلاد مسیح برخورد می‌کنیم که «تیمائوس» نخستین مورخ یونانی در نوشته‌های خود از مردی بنام «کره ابوس» یاد کرده‌است که در راه رفتن از همه سریعتر بوده‌است.
از آن زمان به بعد، این مسابقات در یونان باستان از اهمیت بسیار بیشتری برخوردار شد، و این مسابقات در قرون شش و پنج پیش از میلاد مسیح به اوج اهمیت خود دست یافت. المپیک از اهمیت مذهبی بنیادینی برخوردار بود، و در بین رقابت‌ها قربانی و مراسمی برای ادای احترام به زئوس و پلوپس برگزار می‌شد. (زئوس مجسمه عظیم در المپیا مستقر بود)، و پلوپس، قهرمان آسمانی و پادشاه المپیا بود که مسابق ارابه رانی وی از شهرت بسیاری برخوردار بود و مسابقات به افتخار وی برگزار می‌شد. تعداد ورزش‌ها به ۲۰ رسید، و جشن تا چندین روز ادامه می‌یافت.از برندگان رقابت‌ها تجلیل بسیاری به عمل می‌آمد و آنان در شعر و مجسمه جاودانگی می‌یافتند. این مسابقات هر چهار سال یکبار انجام می‌شد، و فاصله زمانی بین برگزاری دو دوره از مسابقات 'المپیاد' نام گرفت. یونانیان از المپیادها به عنوان روشی برای شمارش سال‌ها استفاده می‌کردند. مشهورترین ورزشکار المپیک در این دوره می‌زیست: کشتی گیر قرن ششم پیش از میلاد میلو از کروتون تنها ورزشکار المپیک است که در شش المپیک قهرمان شده‌است.
با به قدرت رسیدن رومیان در یونان از اهمیت مسابقات کاسته شد. زمانی که مسیحیت تبدیل به دین رسمی امپراتوری روم شد، بازی‌های المپیک به عنوان جشنواره‌ای کفرآمیز و مغایر با اخلاقیات مسیحیت تلقی شد، و در سال ۳۹۳ دوران مسیحیت امپراتور تئودوسیوس برگزاری المپیک را ممنوع کرده و بدین ترتیب به سنتی هزار ساله پایان داد. این تعطیلی طولانی سبب ویرانی «المپیا» و نیایشگاه «زئوس» نماد قدرت و پهلوانی گردید.
هیپیاس نخستین کسی است که لیستی از برندگان بازی‌های المپیک را ثبت کرده‌است. و بر اساس زمان اراتوستن، اتفاق نظر عمومی بر آن است که نخستین بازی‌های المپیکی در خلال تابستان سال ۷۷۶ پیش از میلاد برگزار شده‌است.

## رشته‌ها
مسابقات در ابتدا تنها شامل «مسابقه دو» بود، ولی بعدها کشتی، بوکس و پرش به آن اضافه شد. 
رشته‌های ورزشی برگزار شده در ادوار مختلف این مسابقات شامل ماده‌های مختلف مسابقات دو، پرش، پرتاب دیسک، پنجگانه باستانی، مشتزنی، کشتی، پانکریشن، اسب‌دوانی و ارابه رانی می‌شد.

## شرایط
در دوران باستان تنها مردان یونانی که آزاد (و نه برده) متولد شده بودند می‌توانستند در مسابقات در جشن مذهبی زئوس شرکت کنند. زنانی که مجرد بودند در تاریخ دیگری به احترام هرا همسر زئوس و مادر هرکول، به مسابقه می‌پرداختند. زن‌های ازدواج کرده حق شرکت در مسابقات را نداشته و در صورت مخالفت باید بهای آن را با جانشان می‌پرداختند.
شرکت کنندگان که متشکل از افرادی که ثروت و وقت کافی داشتند که به تمرین ورزشی بپردازند. افراد در این مسابقات به صورت شخصی شرکت می‌کردند و نه به عنوان نمایندگان از شهر یا ناحیه‌ای خاص. تمرکز اصلی این مسابقات بر روی ویژگی‌های مردانه مانند قدرت و ورزیدگی که فرهنگ یونانی آن زمان ارج می‌نهاد پایه‌گذاری شده بود. بر خلاف سنت جاری در ناحیه مدیترانه که بر پوشیدگی تأکید داشت شرکت کنندگان برهنه در مسابقات شرکت می‌کردند (کلمه «ژیمناستیک» به عنوان مثال از کلمه یونانی به معنی «برهنه» می‌آید) مورخین نظریات متفاوتی جهت توضیح این موضوع ارائه کرده‌اند: حضور برهنه در بین عموم مردم بدون اینکه شخص تحریک جنسی بشود نشانگر کنترل شخص بر خودش است یا لخت بودن بخشی از مراسم مذهبی بود که بر مفهوم گذرا بودن تأکید می‌کرد یا عقیده به اینکه برهنگی قدرت جادویی به آن‌ها در مقابل صدمات می‌داد یا اینکه برهنگی لباس مخصوص افراد از طبقه بالا بود... چیزی که به هر حال مشخص است این است که یونانی‌ها برهنگی را خجالت‌آور نمی‌دانستند.
در دوران باستان معمولاً تنها مردان جوان می‌توانستند در مسابقات شرکت کنند. شرکت کنندگان معمولاً برهنه بودند، این امر نه تنها به خاطر شرایط مساعد آب و هوایی بود بلکه ناشی از آن بود که این جشنواره، تا حدودی، جشن دستیابی به جسم بشر بود. برنده مسابقه، نه تنها از شهرت کسب مقام اول برخوردار می‌شد بلکه به وی تاجی از برگ‌های زیتون نیز اهدا می‌شد. شاخه زیتون نماد امید و صلح است. در حین رقابت برای برخی رویدادها، بسیاری از شرکت کنندگان برای آنکه پوست خود را نرم نگه دارند و نیز برای آنکه نظر تماشاچیان را جلب کنند بدن خود را چرب می‌کردند.

## نمادها
گرچه حمل مشعل بخش ثابتی از جشن‌های یونانیان بود، اما در بازی‌های المپیک باستان چنین مشعلی یا نماد متشکل از پنج حلقه متصل به هم وجود نداشت. این نمادهای المپیک نخستین بار در المپیک نوین مورد استفاده قرار گرفت.

## احیای بازی‌های المپیک
در قرن هفدهم، جشنواره ورزشی بازیهای المپیک در ماچ ونلاک، شروپشایر، انگلستان، برگزار شد و پس از آن بازیهای ملی المپیک، از قرن نوزدهم آغاز شد و تا به امروز ادامه یافت. بعدها، رویدادهای مشابهی در فرانسه و یونان اتفاق افتاد، اما همه این رویدادها در سطحی محدود و نه در سطحی بین‌المللی اتفاق می‌افتاد.
پس از آنکه خرابه‌های المپیا توسط باستان شناسان آلمانی در اواسط قرن نوزدهم کشف شد علاقه به احیای المپیک به عنوان یک رویداد بین‌المللی افزایش یافت. همزمان، بارون پیر دوکوبرتین در جستجوی دلیلی برای شکست فرانسه در جنگ فرانسه و پروس (۱۸۷۰&ndash؛۱۸۷۱) بود. او تصور می‌کرد که دلیل این شکست آن است که فرانسویان فاقد تربیت بدنی مناسب هستند، و به دنبال برطرف کردن این مشکل بود. در سال ۱۸۹۰ او در انجمن المپین ونلاک حضور یافت. کوبرتین همچنین به دنبال راهی برای نزدیکتر کردن ملت‌ها به یکدیگر، و ایجاد زمینه‌ای برای رقابت جوانان جهان در ورزش و نه در میدان جنگ بود. از نظر وی، احیای بازی‌های المپیک می‌توانست به هر دوی این اهداف دست یابد.
در کنگره در دانشگاه سوربون، در پاریس، که از ۱۶ ژوئن تا ۲۳ ژوئن، ۱۸۹۴ برگزار شد او عقاید خود را برای حضاری از سرتاسر جهان بیان کرد. در آخرین روز کنگره، تصمیم گرفته شد که نخستین مسابقات المپیک نوین در سال ۱۸۹۶ در آتن، در کشور زادگاه المپیک برگزار شود. برای سازماندهی این رقابت‌ها، کمیته بین‌المللی المپیک (IOC) ایجاد شد، و دیمیتریوس ویکلاس یونانی به عنوان نخستین رئیس این کمیته انتخاب شد.
تعداد کل ورزشکاران حاضر در نخستین المپیک نوین، کمتر از ۲۵۰ نفر بود، که با توجه به معیارهای امروزی اندک به نظر می‌رسد، اما این رقابت‌ها بزرگترین رویداد ورزشی بین‌المللی تا زمان خود بود. مقامات یونان و مردم نیز مشتاقانه از این رقابت‌ها استقبال کردند و حتی پیشنهاد در اختیار داشتن انحصار برگزاری رقابت‌ها را نیز مطرح کردند. اما کمیته بین‌المللی المپیک تصمیمی خلاف خواست آنان اتخاذ کرد، و دومین المپیک در پاریس، فرانسه برگزار شد. در المپیک پاریس نخستین بار به زنان اجازه حضور در رقابت‌ها داده شد.
المپیک پس از موفقیت اولیه، با مشکلاتی مواجه شد. مراسم پاریس (۱۹۰۰) و سنت لوئیس (۱۹۰۴)تحت الشعاع نمایشگاه جشنواره جهانی که هم‌زمان با المپیک برگزار می‌شد قرار گرفت. بازیهای میانه (چون خارج از نوبت برگزار شد، چرا که ۱۹۰۶ به چهار بخش پذیر نیست) در سال ۱۹۰۶ به عنوان نخستین دور از سلسله متناوب المپیک آتن در این شهر برگزار شد. گرچه کمیته بین‌المللی المپیک این بازی‌ها را در آن زمان به رسمیت شناخته و از آن‌ها حمایت کرد، اما در حال حاضر کمیته بین‌المللی المپیک این بازی‌ها را به عنوان بازی‌های المپیک به رسمیت نمی‌شناسد، و در شرح دلیل خود هدف از این بازی‌ها را گرامیداشت دهمین سالگرد المپیک مدرن می‌داند. مسابقات سال ۱۹۰۶بار دیگر شاهد حضور گسترده شرکت کنندگان از سراسر جهان بود؛ در سال ۱۹۰۴، ۸۰ درصد حاضران در المپیک آمریکایی بودند؛ و استقبال گسترده مردم از این رقابت‌ها، سرآغاز افزایش محبوبیت مسابقات را رقم زد.